# Seznam panovníků Irska

Znak Irského království

Toto je seznam panovníků Irska. Od 12. století neexistoval žádný domácí irský král, což byl složitý důsledek normanské invaze do Irska, Windsorské dohody (1175) a smrti posledního velekrále Irska, Roryho O'Connora (Ruaidrí Ua Conchobair), v roce 1198. 

## Irští králové a velekrálové
| Jméno alternativa jména (životní data)                  | Doba vlády | Klan                    | Původ               | Poznámky                                                                         |
| ------------------------------------------------------- | ---------- | ----------------------- | ------------------- | -------------------------------------------------------------------------------- |
| Máel Sechnaill mac Máele Ruanaid († 30. listopad 862)   | 846–862    | Cholmáin                |                     | Král Contae na Mí. První historicky doložený král celého Irska (ri hÉrenn uile). |
| Áed Findliath Áed Bojovný († 879)                       | 862–879    | Cenél nEógain           | Otec Niall Caille   |                                                                                  |
| Flann Sinna Flann Shannonský († 25. květen 916)         | 879–916    | Cholmáin                | otec Máel Sechnaill | Král Contae na Mí. Začaly vikinské nájezdy do Irska.                             |
| Niall Glúndub († 14. září 919)                          | 916–919    | Cenél nEógain           | Otec Áed Findliath  | Padl v bitvě proti Vikingům.                                                     |
| Donnachd Donn († 944)                                   | 919–944    | Cholmáin                | otec Flann Sinna    |                                                                                  |
| Congalach Cnogba († 956)                                | 944–956    | Síl nÁedo Sláine        |                     |                                                                                  |
| Domnall ua Néill († 980)                                | 956–980    | Cenél nEógain           |                     | Nazval se prvním velekrálem Irska.                                               |
| Máel Sechnaill mach Domnaill († 2. září 1022)           | 980–1002   | Cholmáin                |                     |                                                                                  |
| Brian Boru Brian Bóruma mac Cennétig († 23. duben 1014) | 1002–1014  | Dál gCais               |                     |                                                                                  |
| Máel Sechnaill mac Domnaill († 2. září 1022)            | 1014–1022  | Cholmáin                |                     |                                                                                  |
| Diarmait mac Maíl na mBó († 7. únor 1072)               | 1022–1072  | Uí Chainnselaig         |                     |                                                                                  |
| Toirdelbach Ua Briain († 14. červenec 1086)             | 1072–1086  | Dál gCais               |                     |                                                                                  |
| Domnall Ua Lochlainn († 10. únor 1121)                  | 1086–1121  | Cenél nEógain           |                     |                                                                                  |
| Muirchertach Ua Briain († 10. březen 1119)              | 1101–1119  | Dál gCais               |                     | Od roku 1101 velekrál.                                                           |
| Tairrdelbach Ua Conchobair († 1156)                     | 1120–1156  | Uí Briúin Síl Muiredaig |                     |                                                                                  |
| Muirchertach Mac Lochlainn († 1156)                     | 1156–1166  | Cenél nEógain           |                     | König von Tyrone.                                                                |
| Ruaidrí Ua Conchobair († 1198)                          | 1166–1198  | Uí Briúin Síl Muiredaig |                     | Poslední irský velekrál.                                                         |

## Lords of Ireland

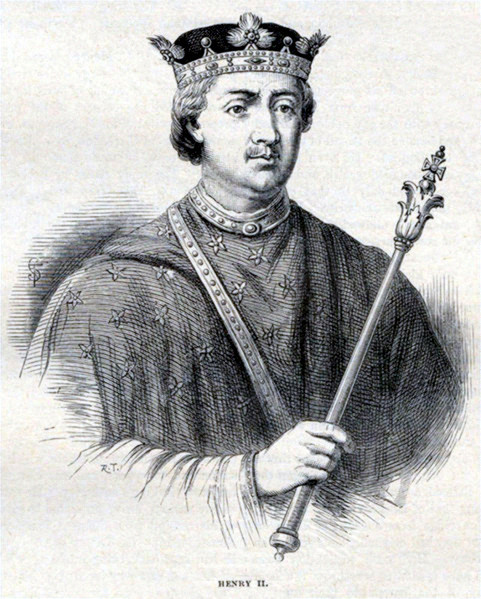
Jindřich II. Plantagenet

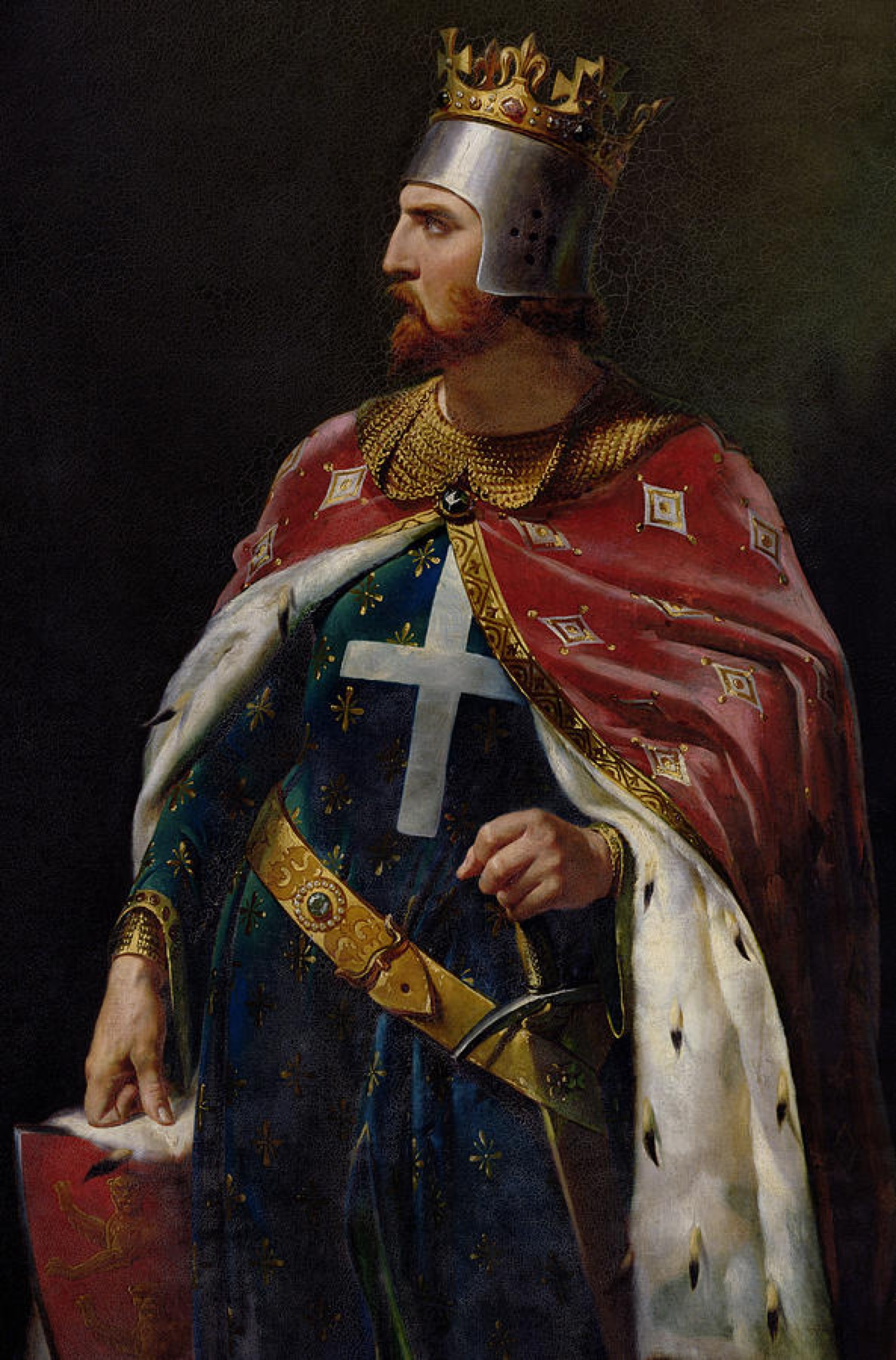
Richard I. Lví srdce

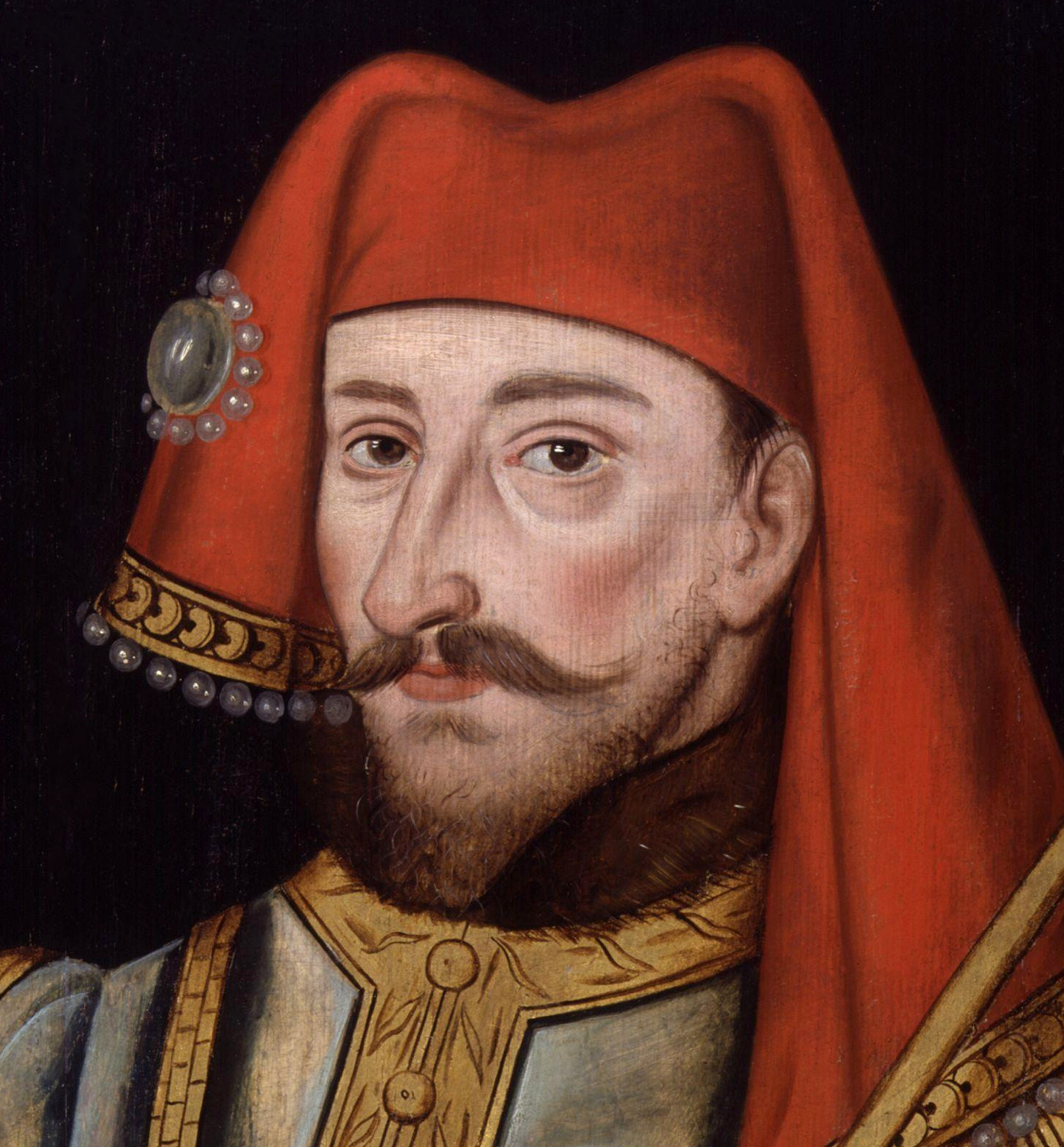
Jindřich IV.

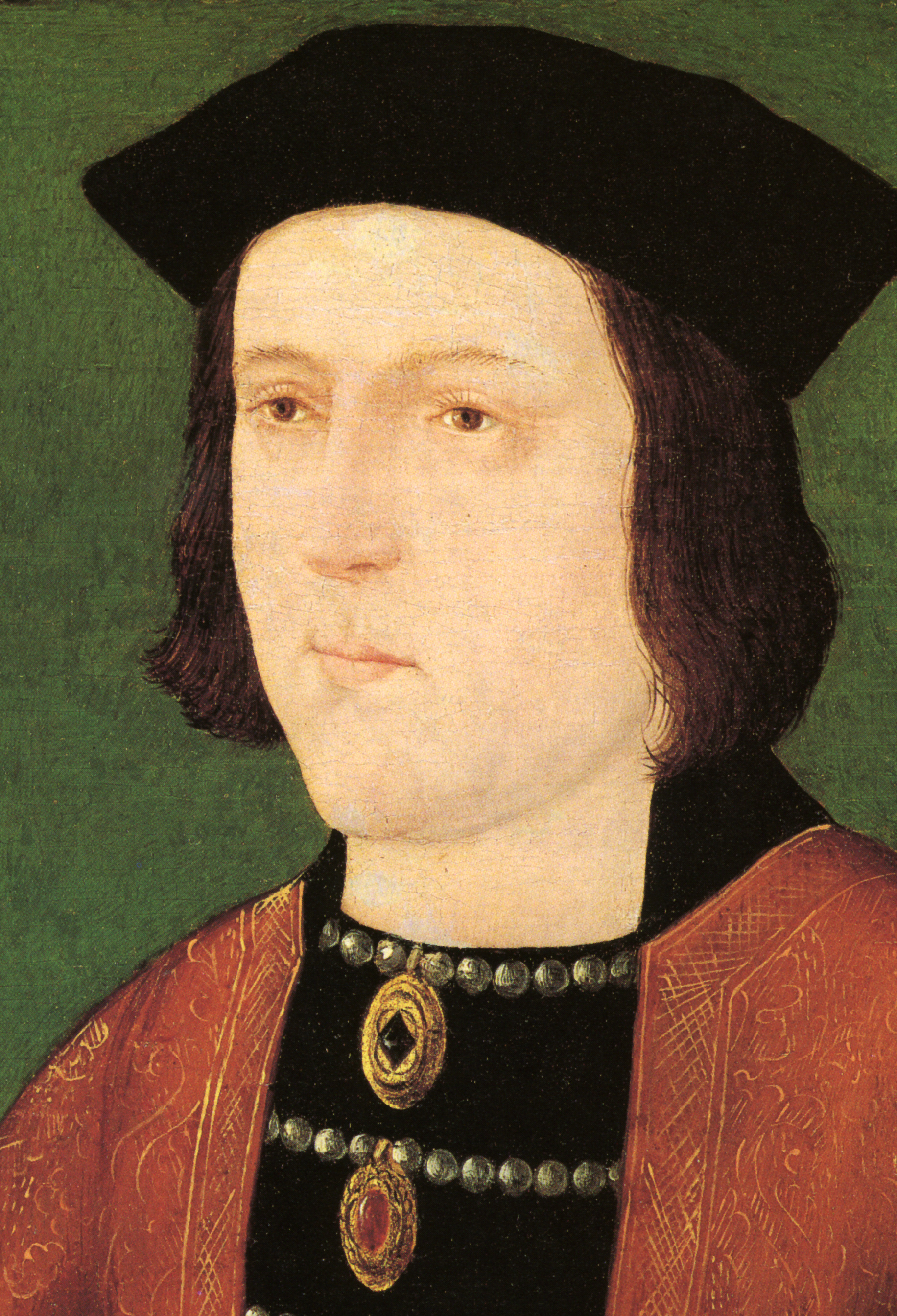
Eduard IV.

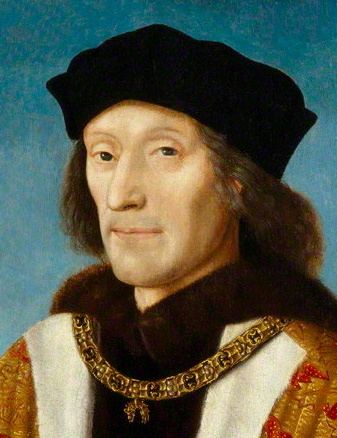
Jindřich VII. Tudor

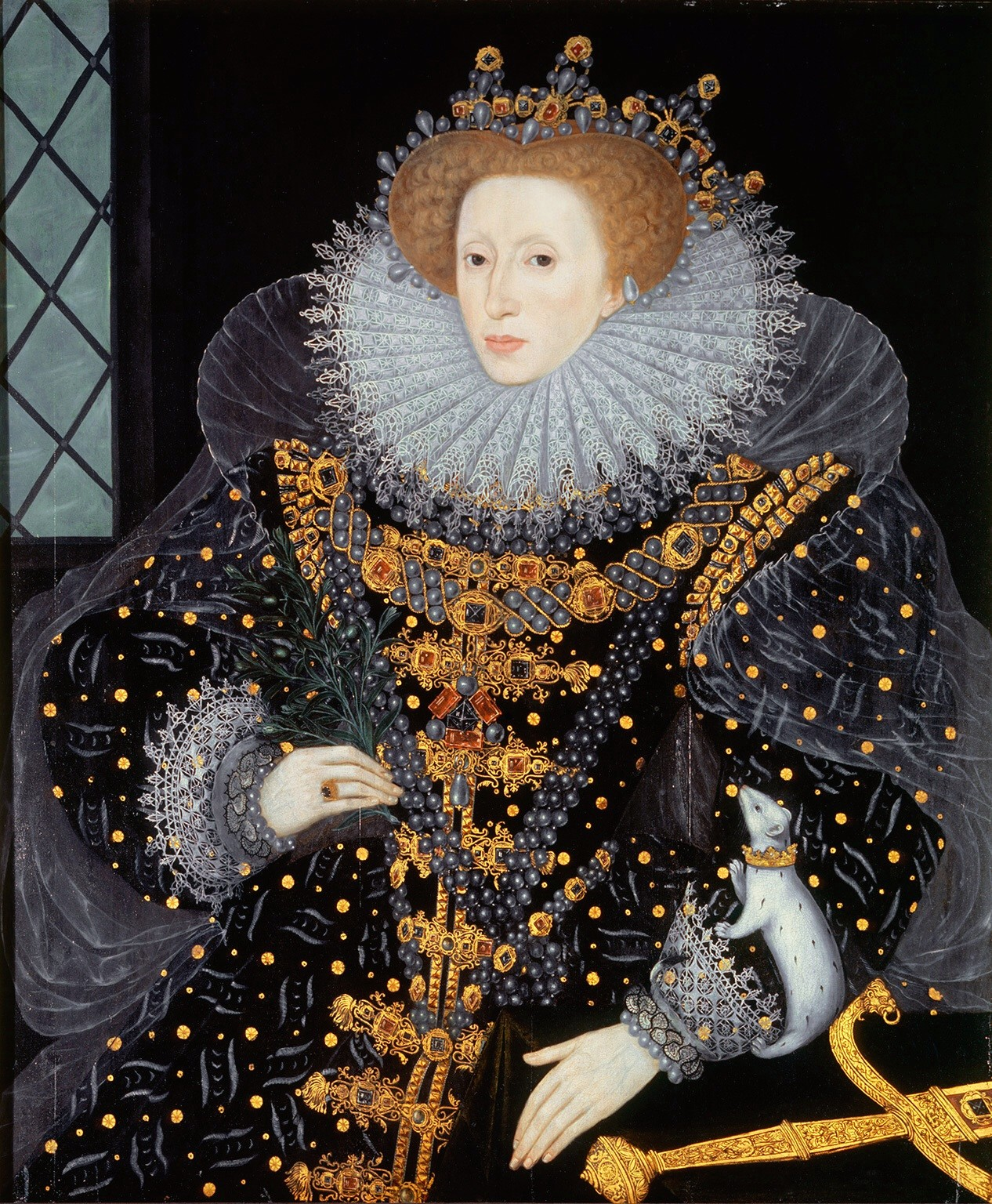
Alžběta I.

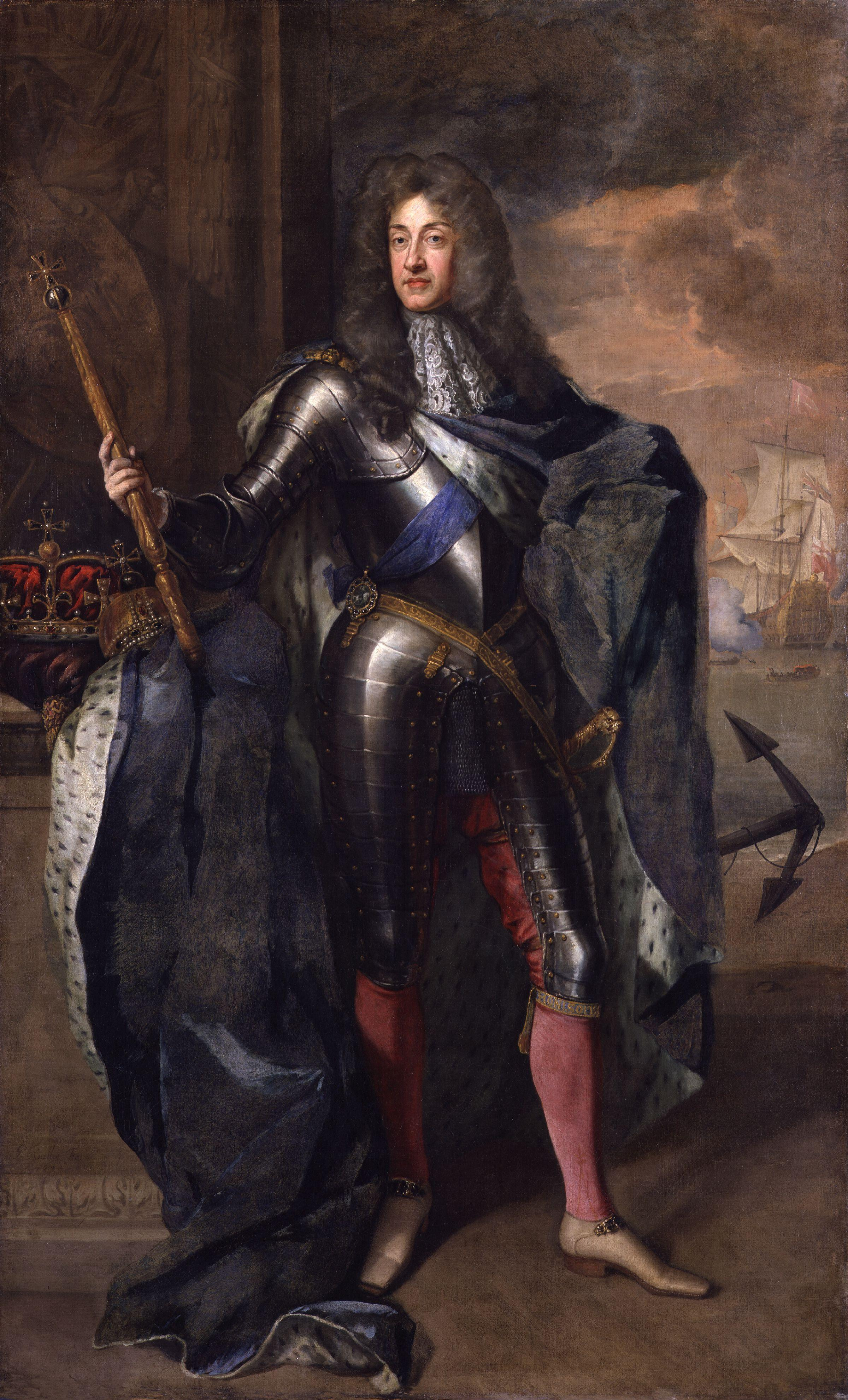
Jakub II. Stuart

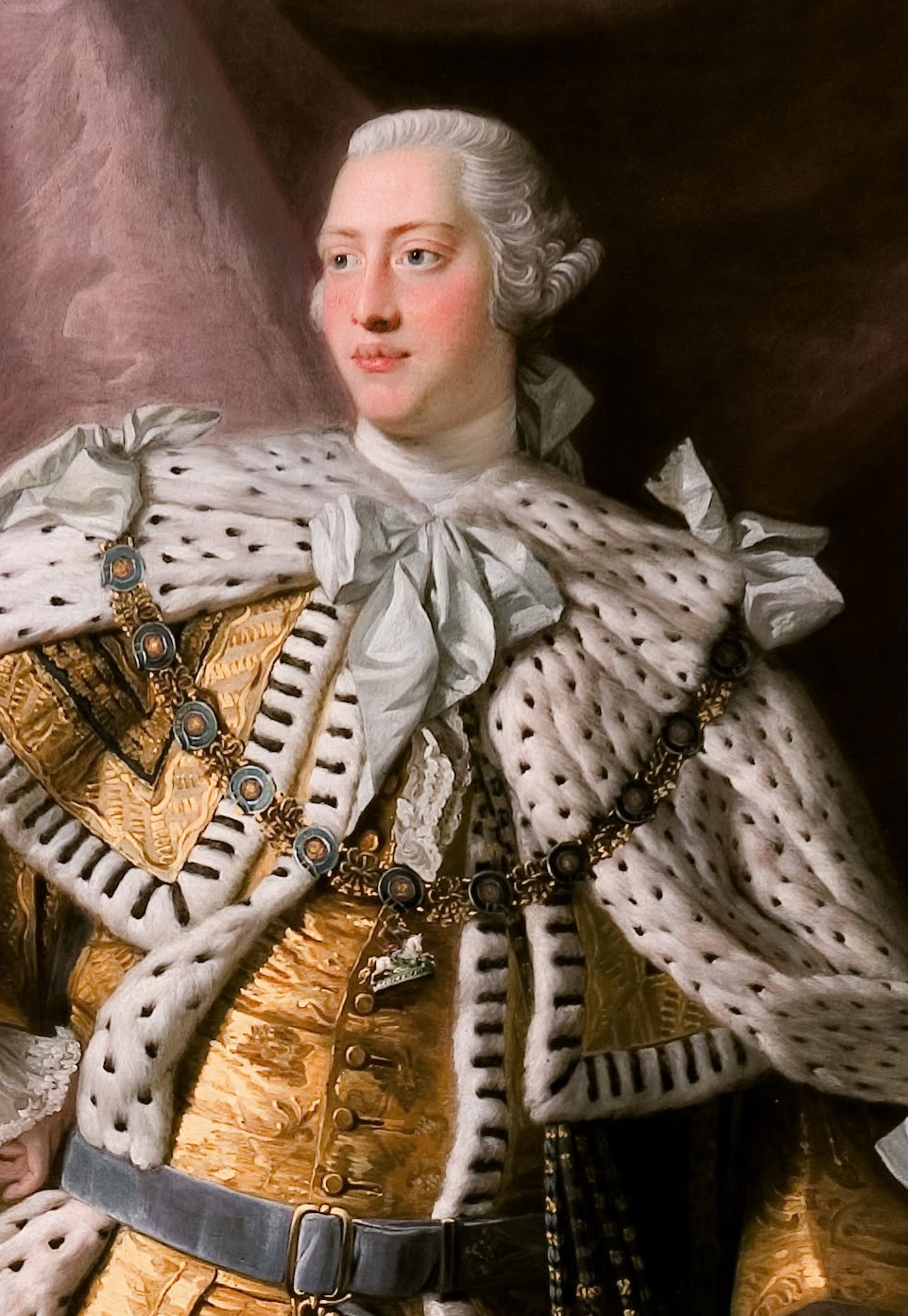
Jiří III.

### Dynastie Plantagenetů
- 1171–1189 Jindřich II. Plantagenet
- 1189–1199 Richard I. Lví srdce
- 1199–1216 Jan Bezzemek
- 1216–1272 Jindřich III. Plantagenet
- 1272–1307 Eduard I.
- 1307–1327 Eduard II.
- 1327–1377 Eduard III.
- 1377–1399 Richard II.

### Lancasterové
- 1399–1413 Jindřich IV.
- 1413–1422 Jindřich V.
- 1422–1461 Jindřich VI.

### Yorkové
- 1461–1470 Eduard IV.

### Lancasterové
- 1470–1471 Jindřich VI.

### Yorkové
- 1471–1483 Eduard IV.
- 1483 Eduard V.
- 1483–1485 Richard III.

### Dynastie Tudorovců
- 1485–1509 Jindřich VII.
- 1509–1542 Jindřich VIII.

## Irští králové

### Dynastie Tudorovců
- 1542–1547 Jindřich VIII.
- 1547–1553 Eduard VI.
- 1553 lady Jane Greyová
- 1553–1558 Marie I. Tudorovna
- 1558–1603 Alžběta I.

### Stuartovci
- 1603–1625 Jakub I.
- 1625–1649 Karel I.
- 1653–1658 Oliver Cromwell, lord protektor
- 1658–1659 Richard Cromwell, lord protektor
- 1660–1685 Karel II.
- 1685–1688 Jakub II.
- 1689–1694 Marie II.
- 1694–1702 Vilém III. Oranžský
- 1702–1714 Anna (od roku 1707 královnou Velké Británie)

### Hannoverská dynastie
- 1714–1727 Jiří I.
- 1727–1760 Jiří II.
- 1760–1801 Jiří III.

Jiří III. byl panovníkem Království Velké Británie a Irska. 1. ledna 1801 se obě země spojily a Jiří se stal králem Spojeného království Velké Británie a Irska.
Pro další krále se podívejte na seznam britských králů.

### Windsorové
Poté, co byl Irsko v roce 1922 udělen status dominia, titul irského krále byl od roku 1927 znovu zaveden a užíval se až do roku 1949, kdy se Irsko stalo republikou.
- 1927–1936 Jiří V.
- 1936 Eduard VIII.
- 1936–1949 Jiří VI.